# Конки, Маргарет
Маргарет Конки (англ. Margaret (Meg) W. (Wright) Conkey; род. 1943) — американский археолог и антрополог. Доктор философии (1978). С 1987 на кафедре антропологии Калифорнийского университета в Беркли, с 1997 именной профессор (Class of 1960 Professor), с 2011 эмерит. Феллоу Калифорнийской академии наук (1998). Пионер в области феминистской археологии. Называлась журналом Discover в числе «50 самых важных женщин в науке».
Окончила Колледж Маунт-Холиок (бакалавр, 1965) — где в 1995 году получит почетную степень. Затем отправилась изучать библейскую археологию на археологический объект в Иордании. В 1969 получила степень магистра в Чикагском университете, и там же получит докторскую по антропологии. С 1970 по 1976 год преподавала в Университете штата Калифорния в Сан-Хосе. Провела год в Калифорнийском университете в Санта-Крузе, а с 1982 по 1986 год преподавала в Бингемтонском университете. С 1987 года ассоциированный профессор Калифорнийского университета в Беркли. В 2009-2011 годах президент Общества американской археологии. В настоящее время занимается французским регионом Юг-Пиренеи.
Соредактор книги Engendering Archaeology: Women and Prehistory (1991).